# Szputnyik V Covid19-vakcina
A Szputnyik V (orosz: Спутник V, kódnév: Gam-COVID-Vac, gyakran csak "orosz vakcina") egy másodikgenerációs, kétdózisú intramuszkuláris Covid19-vakcina, amit az orosz Gamaleja Kutatóközpont fejlesztett ki. A névben a 'V' az angol "Victory" szóból jön, ezért 'vé'-nek, esetleg 'ví'-nek ejtendő. Hivatalos oltásként 2020. augusztus 11-én regisztrálta az orosz egészségügyi minisztérium. A Szputnyik egy adenovírus alapú vektorvakcina.
Az I. és II. fázisú vizsgálatokat is Oroszországban végezték el, amelyeket végül 2020. szeptember 4-én tettek közzé. A Gam-COVID-Vac augusztus eleji gyors jóváhagyását számos kritika érte, és a tudományos közösségben is vitákat váltott ki arról, hogy ez a döntés helyes-e a vakcina biztonságosságát és hatékonyságát megerősítő, átfogó tudományos kutatások nélkül. 2021. február 2-án a The Lancet orvosi folyóiratban közzétették a hatékonysági vizsgálat eredményét, amely 91,6%-os hatékonyságot mutat, szokatlan mellékhatások nélkül.
A vakcina tömeges terjesztése 2020 decemberében kezdődött több országban, köztük Oroszországban, Argentínában, Fehéroroszországban, Magyarországon, Szerbiában és az Egyesült Arab Emírségekben. 2021 márciusáig harminckilenc ország adta meg a Szputnyik V sürgősségi felhasználási engedélyét, miközben az oltóanyag több mint egymilliárd adagját rendelték el azonnali terjesztésre világszerte. Az Európai Gyógyszerügynökség még nem engedélyezte, de a vizsgálat már folyamatban van.

## Működése
A Szputnyik egy két emberi adenovíruson alapuló vektoros oltóanyag, amely az immunválasz kiváltása céljából a SARS-CoV-2 teljes hosszúságú tüskefehérjét (S) kódoló gént tartalmaz. A Gam-COVID-Vac vakcinát az orosz kormány által támogatott Gamaleja Kutatóközpont sejtmikrobiológus csoportja fejlesztette ki. A csoportot Denis Logunov vezette, aki az ebolavírus és a közel-keleti légúti koronavírus elleni oltásokon is dolgozott. Az Ad 26 és az Ad5 típusú rekombináns adenovírust vektorként használják a vakcinában. Biotechnológiai eredetűek és a SARS-CoV-2 S fehérje cDNS-ét tartalmazzák. Mindkettőjüket a deltaizomba adják be: az Ad26 alapú vakcinát az első napon, az Ad5 vakcinát pedig a 21. napon használják az immunválasz fokozására. Tárolási hőmérséklete 2–8 °C.

## Fejlesztés

### Első és második fázis
Az I. fázisú biztonsági vizsgálatok 2020. június 18-án kezdődtek. Szeptember 4-én közzétették az I.–II. fázisú vizsgálat (76 résztvevő) eredményeit, amelyek kivétel nélkül az immunválasz kialakulását mutatták. Az eredményeket számos szakember megkérdőjelezte, mivel a vizsgálat résztvevőiről többször azonos adatokat közöltek. A készítők azonban tagadták, hogy bármi probléma állt volna fenn.

### Harmadik fázis
2020 novemberében, az Izraeli Hadassah Orvosi Központ főigazgatója, Zeev Rotstein professzor kijelentette, hogy együttműködnek az oroszokkal egy III. fázisú vizsgálat lebonyolításában. Ez a randomizált kontrollált vizsgálat jelenleg is folyamatban van, 40 000 önkéntes bevonásával Moszkvában. A tervek szerint ez a kísérlet 2021 májusáig tart majd. 2020–2021-ben III. fázisú klinikai vizsgálatokat Fehéroroszországban, az Egyesült Arab Emírségekben, Indiában és Venezuelában is végeztek. A moszkvai vizsgálatok részleges eredményét a The Lancet orvosi lapban tették közzé. Az itt publikált elemzés 2020. november 7-én kezdődött, a tesztben résztvevők legidősebbje 87 legfiatalabbja 18 éves volt. Az eredmény: minden korosztályban ugyanannyira hatásos (91,8%).

### Szputnyik – AstraZeneca Covid19 vakcinakísérletek
2020. december 21-én az Orosz Közvetlen Beruházási Alap (RDIF), a Gamaleja Kutatóközpont, az AstraZeneca és az R-Pharm megállapodást írt alá, amelynek célja egy klinikai kutatási program kidolgozása és végrehajtása a két vakcina együttes használatának kutatására. 2021. február 9-én Azerbajdzsán engedélyezte a két oltás kombinációját.

## Összetétele
Az összetétel és a hatásmechanizmus alapján a Szputnyik V vakcina ún. vektor alapú oltóanyagnak minősül. A vektor alapú vagy másik nevén vivőanyag alapú vakcinák egy hordozóvírus segítségével juttatják a szervezetbe a kívánt kórokozó egyik fontos géndarabkáját. Ebben az esetben egy adenovírusba építették bele a kutatók a SARS-CoV-2 egyik alkotórészét. Az adenovírus csak hordozóként szolgál, önmagában nem fertőzőképes. Az adenovírus által szállított géndarabka a Szputnyik V oltásnál a SARS-CoV-2 egyik jellegzetes fehérjéjének, az ún. tüskefehérjének az előállítási információit tartalmazza. A szervezetben az adenovírusba beépített gén információi alapján olyan vírusfehérje keletkezik, ami immunválaszt vált ki, és ez az immunválasz védi majd a szervezetet a fertőzéstől. A Szputnyik nem tartalmaz teljes elölt vírust.
A többi összetevő (segédanyag) mennyiségileg és minőségileg egyaránt megegyezik a két dózisban.
- Trisz-(hidroximetil)-amino-metán
- Nátrium-klorid
- Szacharóz
- Magnézium-klorid
- Etilén-diamin-tetraecetsav
- Polioxietilén(20)-szorbitán-oleát
- Etanol
- Víz

A hivatalos adatlap szerint a vakcina nem tartalmazhat további összetevőket.

## Története
2020 májusában a Gamaleja Kutatóközpont bejelentette, hogy sikerült kifejlesztenie egy súlyos mellékhatások nélküli oltást. 2020 augusztusáig két klinikai vizsgálat (egyenként 38 beteg bevonásával) I. és II. fázisa is befejeződött. Ezek közül csak az egyik használta azt a készítményt, amely később korlátozott feltételek mellett megkapta a forgalomba hozatali engedélyt. Ez az oltóanyag a Szputnyik V kereskedelmi nevet kapta, a világ első mesterséges műholdja után. A preklinikai és klinikai vizsgálatok során a 38 résztvevő, akik egy vagy két adag Gam-COVID-Vac vakcinát kaptak, kivétel nélkül antitesteket termeltek a SARS-CoV-2 ellen, beleértve a vírusrészecskéket inaktiváló erős semlegesítő antitesteket is. 2020. augusztus 11-én Mihail Murasko orosz egészségügyi miniszter egy kormányzati tájékoztatón jelentette be Vlagyimir Putyin elnök részvételével, hogy az oltás megkapta a hatósági engedélyét. A vakcina regisztrációs bizonyítványa kimondta, hogy Oroszországban csak 2021. január 1-től lehet széles körben használni, ezt megelőzően pedig "csak a kiszolgáltatott csoportok közé tartozó állampolgároknak", például egészségügyi személyzetnek és időseknek adhatják be. A Gam-COVID-Vac kereskedelmi forgalomba hozatalát 2020 szeptemberére tervezték. Októberben Mihail Murasko azt mondta, hogy a Gam-COVID-Vac a tömeggyártás elindítását követően minden orosz állampolgár számára ingyenesen elérhető lesz. Később az Orosz Egészségügyi Minisztérium a két dózisra vonatkozóan 1942 rubelnek megfelelő gyártási árat regisztrált, és felvette az alapvető gyógyszerek nemzeti jegyzékébe. Olyan javaslatok is felmerültek, hogy az oltást vegyék fel Oroszország Nemzeti Immunizációs Naptárába 

## Szputnyik Light
A Szputnyik Light (Спутник Лайт) egy egydózisú intramuszkuláris Covid19-vakcina, amelyet az orosz Gamaleja Kutatóközpont fejlesztett ki. A vakcina működése és összetétele több szempontból is megegyezik a kétdóizsú Szputnyik V vakcináéval, melyet szintén a Gamaleja készít. A gyártó elmondása szerint a Light vakcina ideálisabb lehet vészhelyzeti használatra, amennyiben az átoltásra kevés idő áll rendelkezésre, valamint két Szputnyik V oltás után legalább 6 hónappal harmadik, emlékeztető oltásként is megfelelő.
Egy Argentínában, 60-79 éves résztvevők körében végzett vizsgálat eredménye szerint az egydózisú vakcina 79%-ban véd a fertőzéstől, 88%-ban a kórházi kezelést igénylő megbetegedéstől, és 85%-ban a halálozástól. Az Oroszországban végzett III. fázisú klinikai vizsgálat szintén 79%-os hatékonyságot állapított meg.
Egy 2021 júliusi, moszkvai vizsgálat szerint a vakcina 70%-os hatékonyságot mutat a SARS-CoV-2 delta variáns által okozott megbetegedéssel szemben, a beoltást követő három hónapon belül.